# Guerra in Val d'Orcia
Guerra in Val d'Orcia è un memoriale civile della seconda guerra mondiale in forma di diario, ambientato in Toscana. L'autrice è stata la scrittrice e filantropa anglo-irlandese Iris Origo.

## Impostazione
Origo, con il marito il nobile italiano Antonio, possedeva e gestiva la tenuta di La Foce, che copre 57 fattorie su circa 7000 acri (2833 ettari circa). Le prime parti del libro raccontano gli eventi in Italia dalla fine di gennaio 1943 visti e ascoltati dalla località dell'autore nella Toscana rurale. Il racconto inizia con l'arrivo dei primi figli profughi, inviati da genitori con legami locali, in risposta ai bombardamenti alleati delle città, in particolare di Genova e Torino. Vengono fornite informazioni dettagliate sulle opinioni e le fedeltà della popolazione e dei funzionari locali. "L'intenzione, presumibilmente delle incursioni, era quella di produrre panico: il risultato immediato fu piuttosto il risentimento. Parte di una specie di panico che volevano produrre gli alleati, risentimento contro il Fascismo. Ma c'era anche ... una sana, elementare reazione di risentimento contro coloro che stavano sganciando le bombe."
Il rovesciamento di Mussolini il 24 luglio 1943 fu seguito da un breve periodo caotico di governo "fascista repubblicano" sotto la Repubblica Sociale Italiana, le cui azioni furono progressivamente soppiantate dal peso dell'occupazione tedesca e dai rinforzi militari dalla Germania. I desideri pubblici per una pace separata erano temperati da sentimenti di vergogna all'idea della capitolazione. I compiti della coppia erano complicati dall'avere 50 prigionieri di guerra britannici alloggiati con loro, oltre a 20 bambini sfollati, molti altri fuorilegge, partigiani e altri che in varie epoche si erano ribellati ai fascisti e/o agli occupanti tedeschi. Intanto il 9 giugno nasceva la seconda figlia degli Origo.
Gli eventi di quegli anni e i sentimenti che provavano nei loro confronti le persone comuni sono descritti in modo vivido e dettagliato. Questi includono la deportazione o l'omicidio arbitrario degli ebrei d'Italia.

## Avanzata alleata
L'invasione alleata della Sicilia (dal 9 luglio 1943 in poi) e l'Italia continentale (dal 3 settembre 1943) colpirono la Val d'Orcia attraverso i bombardamenti alleati di grandi città in altre parti d'Italia e le crescenti attività partigiane e le rappresaglie operate dai fascisti repubblicani e occupanti tedeschi. Molti dei prigionieri di guerra a La Foce decisero di unirsi alle forze alleate, in alcuni casi con successo. Vennero più che sostituiti da nuovi arrivati: "In effetti, i nostri boschi [intorno a La Foce] sembrano essere densamente popolati questo autunno, ospitando non solo i soldati italiani [sfuggendo al re-arruolamento], ma un numero sempre crescente di prigionieri alleati in fuga ..." L'avanzata alleata fu sentita dolorosamente lenta: "La B.B.C. esorta i suoi ascoltatori in Inghilterra a essere pazienti, ma questo è meno facile per coloro che vivono qui, che stanno ancora subendo i bombardamenti alleati, così come le misure repressive tedesche e fasciste sempre più severe." "Impercettibile progresso degli alleati." "Quotidiano la B.B.C. racconta di 'quattro miglia' di progresso, due miglia' di progresso'; sembra infinitesimale. Anche la B.B.C. riporta, con soddisfazione, i risultati della Conferenza di Mosca, ma qui sembra davvero molto lontano.... Ovunque si stringe la cinghia."
Origo è critica anche sul modo in cui furono condotti gli attacchi aerei alleati: "Tali incidenti [come il bombardamento di un treno carico di prigionieri alleati e civili evacuati da Roma]... fanno parte della guerra. Ma il bombardamento di una piccola città come Arezzo, compresi i rioni più lontani dalla ferrovia – e delle pievi, come il Convento dell'Osservanza fuori Siena – questi, e le mitragliatrici della popolazione civile, non si spiegano facilmente. E' difficile credere che l'opinione pubblica inglese, se pienamente informata, approverebbe tutto questo." Nota anche la variante italiana e alleata dei resoconti degli attacchi aerei: "la pentola chiama il bollitore nero".
Successivamente anche il personale e le attrezzature tedesche furono alloggiati su di loro. Gli oggetti personali e le scorte di cibo dovevano essere nascosti. Un ulteriore, più dettagliato resoconto delle profonde divisioni nell'opinione pubblica italiana appare nella voce del 15 ottobre, ma Origo aggiunge che "la grande massa del popolo italiano... non ha nessuna di queste opinioni estreme - ma tira a campare (semplicemente strofinando)." Il 17 novembre annota: «Quotidianamente continua il corteo dei latitanti, dei senzatetto, dei vecchi e degli affamati. Oggi... ho intervistato... (1) Tre soldati italiani fuggitivi... ( 2) Altri due fuggitivi, aviatori italiani dall'Albania... Troviamo un posto per loro in una delle nostre fattorie. (3) Quattro dei prigionieri di guerra britannici del nostro stesso campo che (a noi sconosciuti) hanno vissuto tutto questo tempo in una grotta poco distante da qui, alimentata dai contadini. (4) Altre famiglie di sfollati.... (5) Una vecchia di Chianciano indigente, con cinque nipoti piccoli.... E così via – un'infinità flusso della sofferenza umana."
Dopo diversi falsi allarmi, Origo e la sua famiglia e coloro che dipendono da loro furono costretti a lasciare La Foce, poiché la battaglia tra tedeschi e alleati per il controllo del distretto si accese. Il racconto della fuga con i bambini evacuati è agghiacciante, ma in gran parte riuscito. La casa è sopravvissuta ma non il suo contenuto. "Distruzione e morte ci hanno visitato, ma ora c'è speranza nell'aria."

## Accoglienza
Il New York Times ha definito il libro di Origo "un documento straordinariamente commovente che, come la migliore delle storie elementari di guerra, alla fine diventa una dichiarazione sulla natura non pianificata e la follia della guerra". Il dottor Rick Price, un lettore americano, ha commentato nel 2010: "Iris Origo è notevole per la facilità con cui documenta, quasi quotidianamente, l'andamento della guerra in Italia attraverso il suo diario." Si dice che il New Yorker abbia detto: "War in Val D'Orcia è il semplice record quotidiano dei terribili anni 1943-1944 in Italia, stabilito giù da una donna che era sempre troppo occupata, notò, per ricordarsi di avere paura."

## Edizioni
Originariamente pubblicato da Jonathan Cape, Londra (1947), il libro è stato ristampato in The Travellers Library (Cape, 1951) e da Penguin UK (1956); John Murray (1984); David R. Godine, Boston USA (1984–2002); Secolo Hutchinson (1985); Allison & Busby, Regno Unito (1999); HarperCollins, Australia (2002); e The New York Review of Books, USA (2018). I riferimenti di pagina qui sono all'edizione del 1951.